# Sóng trung
Sóng trung (MW - Medium wave) là một phần của băng tần số vô tuyến trung bình (MF), được dùng chủ yếu cho phát thanh AM. Ở Châu Âu, dải tần băng sóng trung nằm trong khoảng 526,5 kHz tới 1606,5 kHz và ở Bắc Mỹ có băng quảng bá MW mở rộng nằm trong dải 535 kHz tới 1705 kHz.

## Đặc tính truyền lan sóng trung
Tín hiệu sóng trung truyền lan theo độ cong của mặt đất (sóng đất) và cũng bị khúc xạ từ tầng điện ly vào ban đêm (sóng trời). Điều này giúp băng tần này trở nên lý tưởng cho cả dịch vụ địa phương và toàn lục địa, tùy thuộc vào thời gian trong ngày. Ví dụ, trong ngày thì máy thu radio ở bang Colorado có thể thu được tín hiệu tin cậy nhưng cường độ yếu từ các đài công suất cao như 770 KKOB hoặc 610 KNML từ khoảng cách 500 dặm, anten phát nằm ở Albuquerque, New Mexico, điều này có được là nhờ chế độ truyền lan sóng đất. Hiệu quả của tín hiệu sóng đất phần lớn phụ thuộc vào độ dẫn điện mặt đất và trong trường hợp truyền lan tốt thì độ dẫn điện lớn hơn. Vào ban đêm, cùng một máy thu có thể nhận tín hiệu từ đài 1110KFAB ở Nebraska, điều này phụ thuộc vào tạp âm khí quyển và nhiễu nhân tạo.
Một số thí nghiệm và thử nghiệm được lên kế hoạch hoặc theo cách dùng điều chế số cho phát thanh như Digital Radio Mondiale (DRM).

## Sóng trung ở châu Mỹ
Ban đầu phát thanh ở Mỹ bị hạn chế ở hai bước sóng: dịch vụ "giải trí" được phát thanh ở bước sóng 360 m (833 kHz), các đài sẽ phải chuyển sang sóng 485 m (619 kHz) khi phát thanh dự báo thời tiết, bản tin thương mại và bản tin của chính phủ. Sự sắp xếp này có nhiều khó khăn trong thực tế. Các máy phát đời đầu chế tạo thô sơ và không thể thiết lập tần số phát chính xác và nếu hai đài (hoặc nhiều hơn) cùng phát đồng thời trong một vùng thì sẽ không thể nghe rõ ràng do nhiễu. Bộ thương mại hiếm khi can thiệp vào trường hợp như vậy, nhưng để các đài tự thỏa thuận thời gian phát với nhau. Ngoài ra dịch vụ "giải trí" còn được cấp một bước sóng thứ ba là 400 m, nhưng nó không giải quyết được tình trạng quá tải.
Năm 1923, Bộ thương mại Mỹ nhận ra các đài phát thanh cần phải có giấy phép thương mại, do trên thực tế rất khó để cho mọi đài có thể phát trên cùng 3 bước sóng như vậy. Ngày 15 tháng 5 năm 1923, Bộ trưởng thương mại Mỹ là Hoover công bố quy hoạch tần số mới, quy hoạch mới này dành riêng 81 tần số, mỗi tần số cách nhau 10 kHz, nằm từ 550 kHz tới 1350 kHz (mở rộng lên 1500, sau đó là 1600 và cuối cùng là 1700 kHz vào năm 1924). Mỗi đài sẽ được cấp phát một tần số (tần số này sẽ được chia sẻ với các đài ở các vùng khác nhau tại Mỹ và ở nước ngoài), do đó không còn phải phát thanh dự báo thời tiết và bản tin chính phủ trên các tần số khác với tần số của dịch vụ giải trí nữa. Các trạm lớp A và B được tách biệt thành các băng tần con.
Ngày nay hầu hết tại Châu Mỹ, các đài phát thanh sóng trung được phân cách 10 kHz và có hai biên tần ± 5 kHz theo lý thuyết, dù các trạm thực tế phát audio tới 10 kHz. Những lục địa còn lại, các đài phân cách nhau là 9 kHz, biên tần là ± 4.5 kHz. Dải tần này đủ để cung cấp chất lượng chấp nhận được cho tiếng nói, nhưng không đủ để phát thanh độ trung thực cao, dịch vụ phát thanh trung thực cao thường được phát trên băng tần FM VHF. Ở Mỹ và Canada, công suất máy phát cực đại là 50 KW, còn ở Châu Âu thì các đài sóng trung có công suất máy phát lên tới 2 MW.
Hầu hết các đài phát thanh AM ở Mỹ sẽ phải tuân theo các yêu cầu của Ủy ban Truyền thông Liên bang (FCC) như tắt máy phát, giảm công suất hoặc dùng anten mảng định hướng vào ban đêm để tránh nhiễu lẫn nhau do vào ban đêm chỉ tồn tại phương thức truyền lan sóng trời. Cac quy định thương tự cũng áp dụng cho các đài của Canada, do Bộ công nghiệp Canada quản lý.

## Sóng trung ở châu Âu
Tại châu Âu, mỗi quốc gia ấn định số lượng tần số có thể dùng với công suất cao tới 2 MW; công suất tối đa cũng tùy thuộc vào thỏa thuận quốc tế của Liên minh Viễn thông Quốc tế ITU . Hầu hết các trường hợp có hai giới hạn về công suất: công suất thấp hơn dành cho bức xạ vô hướng và công suất cao hơn cho bức xạ định hướng với cực tiểu theo các hướng cụ thể. Giới hạn công suất cũng có thể phụ thuộc vào thời gian ban ngày và một trạm có thể không làm việc vào ban đêm thì sẽ gây nhiễu rất nhiều cho các trạm khác. Các quốc gia khác có thể chỉ sử dụng các máy phát công suất thấp trên cùng tần số. Ví dụ, Nga sử dụng máy phát công suất cao, đặt ở Kaliningrad và dùng cho phát thanh quốc tế trên tần số 1386 kHz. Cùng tần số được cũng được dùng cho các đài phát thanh địa phương công suất thấp ở Vương quốc Anh, có khoảng 250 máy phát sóng trung công suất 1 kW và trở lên; các vùng khác ở Anh vẫn có thể thu được đài tiếng Nga. Phát thanh sóng trung quốc tế ở châu Âu đã giảm đi rõ rệt sau khi Chiến tranh Lạnh kết thúc và do sự bùng nổ của các dịch vụ qua vệ tinh.
Do nhu cầu cao về tần số ở châu Âu, nhiều quốc gia sử dụng các mạng đơn tần; ở Anh, BBC Radio Five Live được phát từ vài máy phát trên tần số 693 hoặc 909 kHz. Các máy phát được đồng bộ hóa để giảm thiểu nhiễu từ các máy phát khác trên cùng tần số.
Tình trạng quá tải trên băng sóng trung là một vấn đề nghiêm trọng ở nhiều vùng châu Âu, do đó dẫn tới việc thông qua dịch vụ phát thanh FM trên tần số VHF (đặc biệt ở Đức). Tuy nhiên, trong những năm gần đây một số nước châu Âu (gồm cả Ireland, Ba Lan và ở mức độ thấp hơn là Thụy Sĩ) đã bắt đầu chuyển các dịch vụ phát thanh từ sóng trung sang các băng tần dành riêng khác (thường là VHF).

## Truyền dẫn radio số và stereo trên sóng trung
Truyền dẫn stereo (âm thanh nổi) có thể được một số đài cung cấp ở Mỹ, Canada, Mexico, Cộng hòa Dominican, Paraguay, Australia, Philippines, Nhật Bản, Hàn Quốc, Nam Phi, và Pháp. Tuy nhiên, có nhiều tiêu chuẩn cho AM stereo với C-QUAM, phổ biến nhất ở Hoa Kỳ cũng như các nước khác, các máy thu sử dụng các công nghệ tương đối đặc biệt.
Vào tháng 9 năm 2002, Ủy ban Truyền thông Liên bang Mỹ đã chấp nhận quyền sở hữu hệ thống phát thanh audio số HD Radio theo kênh trong băng (IBOC) của iBiquity, có nghĩa là cải thiện chất lượng âm thanh tín hiệu. Hệ thống IBOC Digital Radio Mondiale (DRM) được chấp nhận bởi ITU cho sử dụng bên ngoài Bắc Mỹ và vùng lãnh thổ của Mỹ.

## Anten
Để phát tín hiệu, các bộ bức xạ thẳng đứng (cột anten) thường được dùng. Các trạm phát thanh với công suất thấp có thể sử dụng các cột anten có chiều cao bằng ¼ bước sóng (khoảng 310 mV/mét/kW cho mỗi km) tới 5/8 bước sóng (225 độ điện; khoảng 440 mV/mét/kW cho mỗi km), các trạm công suất cao thường dùng cột anten ½ bước sóng tới 5/9 bước sóng. Việc dùng cột anten cao hơn 5/9 bước sóng (200 độ điện, khoảng 410 mV/mét/kW cho mỗi km) với công suất cao sẽ cho các mô hình bức xạ đứng yếu, ở 195 độ điện (khoảng 400 mV/mét/kW cho mỗi km) thường được xem là trường hợp lý tưởng. Thông thường các anten cột là dạng kích thích nối tiếp (series-excited, ví dụ được cách điện khỏi mặt đất). Các cột anten kích thích song song (shunt-excited, ví dụ không được cách điện khỏi mặt đất, do đó "được đấu đất ở trạm") không còn được dùng nữa, ngoại trừ trong trường hợp công suất đặc biệt cao cỡ khoảng 1 MW hoặc hơn, ở mức công suất này kích thích song song không thực tế.